# Slavik Alxasov
Slavik Alxasov (Qusar, 6 febbraio 1993) è un calciatore azero, difensore dell'Araz.

## Carriera

### Club
Ha giocato nella massima serie azera.